# Pulpa de celulosa

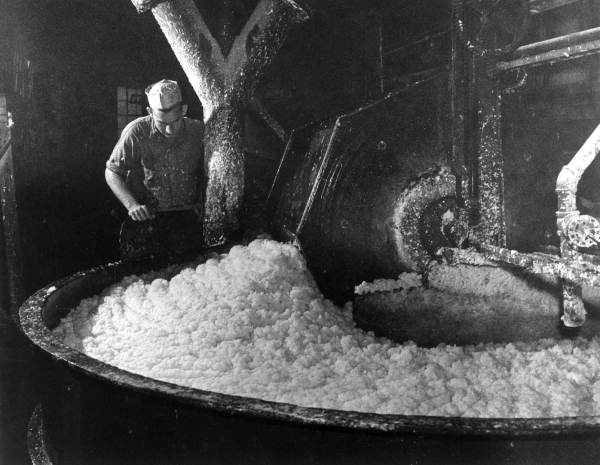
Un trabajador supervisando una máquina de fabricación de papel en 1947.

La pulpa de celulosa o pasta de celulosa es el material hecho a base de madera más utilizado para la fabricación de papel. Las maderas utilizadas para este fin son conocidas como maderas pulpables, que generalmente son maderas blandas como la picea, el pino, el abeto y el alerce, pero también maderas duras como el eucalipto y el abedul.

## Manufactura
Este  proceso se inicia con el retiro de la corteza de la madera, lo que puede ser realizado con o sin agua. La corteza recuperada generalmente se usa como combustible para las calderas de la planta. Posteriormente, la madera puede ser triturada mecánicamente y luego humedecida. La pasta de celulosa producida mecánicamente se destina a la producción de papeles que no tienen grandes requerimientos de resistencia, como el papel para periódicos. También la madera puede ser triturada usando vapor, generando la pulpa termomecánica. Si además se agregan sustancias químicas, se obtienen la pulpa quimotermomecánica. El papel procedente de la pulpa mecánica tiende a tomar un color amarillento con el tiempo, por la presencia de lignina en las mismas.
Las pulpas químicas se producen mezclando madera triturada previamente con productos químicos en grandes recipientes llamados digestores. El calor y los productos químicos disuelven la lignina, que mantiene unidas a las fibras de celulosa, pero sin quebrar las fibras de la madera. El líquido resultante contiene lignina y el resto de los químicos usados y generalmente se lo aprovecha como combustible en calderas de recuperación. El proceso más utilizado para la producción de pulpas químicas es el proceso Kraft.
También las pulpas puede ser producida a partir de papel de desecho. Esta pulpa reciclada es usada mayoritariamente para hacer papel sanitario, de periódicos o embalaje.

## Historia
En el siglo XVIII, la materia prima principal para el papel era la fibra vegetal como la de lino textil, pero una escasez de fibras vegetales hizo que se experimentara con nuevos materiales. Alrededor de 1845, el maquinista e inventor alemán Friedrich Gottlob Keller logró en forma exitosa la producción de pulpa de celulosa triturando madera en presencia de agua. Las posteriores investigaciones del químico estadounidense Benjamin Chew Tilghman, quien logró en 1867 una patente por el uso de bisulfito de calcio en el proceso de obtención de pulpa, y de su colega alemán Carl Ferdinand Dahl, en 1887, con la invención del proceso Kraft permitieron la mejora del proceso. Esto permitió un gran abaratamiento del papel, lo que redundó en un aumento de la circulación de revistas de bajo costo, conocidas en idioma inglés como pulps.

## Impacto ambiental

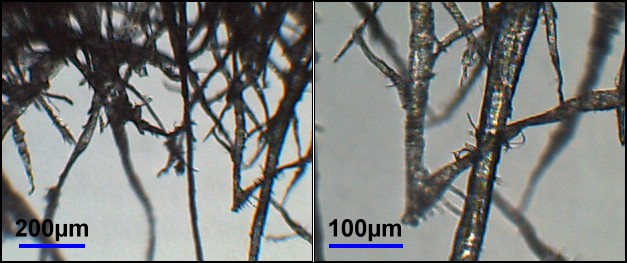
Fibras de celulosa de pulpa de madera.

Los efectos ambientales más evidentes de la producción de la pulpa de celulosa vienen del impacto sobre los bosques y los subproductos generados en el blanqueo.
El número de árboles consumidos depende del tipo del papel a fabricar y del proceso de producción utilizado. Se estima que se necesita aproximadamente 24 árboles para producir una tonelada de papel utilizando el proceso Kraft. No es tan eficiente como otros procesos, pero tiene la gran ventaja de producir energía eléctrica en excedente, la cual por haber sido producida a partir de biomasa, no genera un aporte neto de dióxido de carbono a la atmósfera, una de las fuentes del calentamiento global.

### Blanqueo
Cuando la pulpa de celulosa es blanqueada utilizando cloro elemental (es decir, no combinado con otros elementos en un compuesto químico) se forman subproductos no deseados como las dioxinas y los furanos. Altas concentraciones de estas sustancias han sido la causa del cierre de varias factorías de pescado en la Columbia Británica en 1992.
Sin embargo, las mejoras en el proceso de blanqueo permiten la eliminación total de la utilización de cloro elemental, al desarrollarse las tecnologías Libre de Cloro Elemental (Elemental Chlorine Free, ECF) o Totalmente Libre de Cloro (Totally-Chlorine Free, TCF), combinadas con la delignificación mediante oxígeno. Estas tecnologías reducen significativamente la cantidad de compuestos clorados liberados en el ambiente.

### Efluentes
Los efluentes líquidos son en potencia la mayor causa de contaminación, ya que en estado bruto contienen lignina, alta demanda biológica de oxígeno, así como alcoholes, cloratos, metales pesados y agentes quelantes. Este impacto es reducido a su mínima expresión en la medida que en las plantas modernas se trabaja en ciclo cerrado con los productos químicos, y cualquier agua que sale de las plantas es tratada biológicamente.
Las fábricas más modernas operan con procesos de pulpado (o cocción) prácticamente cerrados y procesos de blanqueo abiertos. En los procesos de blanqueo se maximiza el aprovechamiento del agua. Sin embargo el blanqueo significa la mayor parte del consumo de agua de una fábrica de pulpa de celulosa. El agua es tomada del ambiente natural, procesada para hacerla apta para el proceso de blanqueo, utilizada en el proceso de blanqueo, y por último se la acondiciona para poder devolverla al ambiente con un mínimo impacto ambiental. La razón para la operación del proceso de blanqueo en circuito abierto de agua es para eliminar del sistema los cloruros (sal de mesa) y los cromóforos, es decir, las substancias orgánicas que en pequeñas cantidades dan color a la pulpa de celulosa.
En el proceso Kraft, el efluente que se produce en mayor proporción es el licor negro, que contiene químicos de pulpeado y la lignina de los árboles. Este es concentrado para producir el llamado licor negro concentrado, usando evaporadores multiefecto. Este último es quemado en las calderas de la planta, recuperándose en el fondo de la misma los productos químicos del pulpeo, que se reciclan posteriormente para producir el licor blanco (licor usado en la cocción de la madera).
El papel producido de pasta de celulosa puede ser reciclado de cuatro hasta siete veces, el límite lo impone el largo de las fibras, que es cada vez menor dependiendo cada vez que se reprocesa. Para resolver este problema, el papel reciclado generalmente se mezcla con papel virgen, para asegurar un papel de calidad adecuada.